# Furusund
Furusund (vagy régi néven Halsö) egy kis svéd sziget Yxlan és Eknö között. Norrtälje községhez tartozik (26 km-re van tőle), Stockholm megyéhez. Lakosaink száma 2005-ben 80 volt, 2007-ben 126. Leginkább arról ismert, hogy Astrid Lindgren, August Strindberg és számos híres író és festő töltötte itt nyári szabadságát. Strindberg 1902-es Fagervik és Skamsund című novellagyűjteményének egyik helyszíne Furusund szigete, akárcsak az 1901-ben íródott Ett dröngsel című Strindberg-műben. Napjainkban is számos nyaraló található a szigeten.

## Külső hivatkozások
- Roslagen.se: Furusund
- Archipelago.nu: Furusund